# 400 Dywizja Strzelecka (ZSRR)
400 Dywizja Strzelecka (ros. 400-я стрелковая дивизия) – związek taktyczny (dywizja) Armii Czerwionej.
Sformowana w czasie II wojny światowej, broniła Krymu przed niemieckim najeźdźcą.